# حزب اتحاد ملی
حزب اتحاد ملی حزبی سلطنت طلب در اوایل دهه ۱۳۲۰ در ایران بود که بعنوان شاخه‌ای از فراکسیونی به همین نام در مجلس شورای ملی در سال ۱۳۲۲ تأسیس شد.
حزب از شاه دفاع و برنامه‌های اجتماعی محافظه کارانه را پیگیری می‌کرد و در همان حال به دنبال کمک‌های آمریکا بویژه کمک نظامی برای مقابله با نفوذ بریتانیا و اتحاد شوروی بود.
در عین داشتن پس زمینه‌ای محافظه کارانه، حزب اتحاد ملی از ویژگی‌های مثبت سوسیالیسم صحبت می‌کرد و در مرداد ماه سال ۱۳۲۳ برای به چالش کشیدن حزب توده نام آن به حزب مردم تغییر یافت.